# Liste des évêques et archevêques de Lubango
Liste des évêques et archevêques de Lubango
(Archidioecesis Lubangensis)
L'évêché de Sá da Bandeira est créé le 27 juillet 1955, par détachement de celui de Nova Lisboa.
Il est érigé en archevêché et change de dénomination le 3 février 1977 pour devenir l'archevêché de Lubango.

## Liste des évêques
- 27 juillet 1955-19 février 1972 : Altino Ribeiro de Santana, évêque de Sá da Bandeira.
- 19 février 1972-3 février 1977 : Eurico Dias Nogueira, évêque de Sá da Bandeira.

## Liste des archevêques
- 3 février 1977-16 février 1986 : Alexandre do Nascimento
- 12 septembre 1986-15 janvier 1997 : Manuel Franklin da Costa
- 15 janvier 1997-5 septembre 2009 : Zacarias Kamwenho
- depuis le 5 septembre 2009 : Gabriel Mbilingi

## Sources
- L'ANNUAIRE PONTIFICAL, sur le site http://www.catholic-hierarchy.org, à la page